# Gabriela Llanos
Gabriela Llanos es una escritora, periodista, profesora de escritura creativa y oratoria. Es conocida por ser la autora de la novela "Viejo Caserón de San Telmo" y el libro Facundo Cabral: crónica de sus últimos días";  y por presentar, guionizar y dirigir el programa "Treinta...y tanto" emitido en Radio Nacional de España junto a Amaya Rey y Susana García. Actualmente escribe la columna de cine "Tacones Cercanos" y es la correctora de estilo de la revista ¡HOLA! RD '

## Reseña biográfica
Gabriela es hija del periodista Percy Llanos (Director de Radio Universidad de Córdoba, Argentina) y la actriz, abogada y promotora cultural Anita Giménez. Estudió Ciencias de la Información y realizó el Máster en Radio Nacional de España y la Universidad Complutense de Madrid.
Experiencia en radio, prensa y televisión. Presentadora, directora, reportera, locutora, redactora y guionista de diferentes programas de información y entretenimiento en Radio Nacional de España, Televisión Española, Radio Exterior de España, Telemadrid, Cadena SER, Cadena Dial, la Wradio/ Prisa Radio, revista ¡HOLA!, revista Ritmo Social y el periódico el Listín Diario.
Ha publicado la novelas “Viejo Caserón de San Telmo” (Cangrejo Editores) y  “Facundo Cabral: crónica de los últimos días” (Editorial Alfa, Editorial  Recoveco, Suburbano Ediciones y Editorial Dragón Rojo). Ha participado en las antologías de relatos “Huellas en el mar” (Suburbano Ediciones, Editorial Lengua de Trapo, Editorial Demipage), “Ruido de Fondo”, “Festín de Amotinados” y “Cuentos para adultos imperfectos” (Ed. Páez) y “Las Noches de Clairmont” de la colección Hijos de Mary Shelley. 
Actualmente reside en la República Dominicana. Escribe la columna de cine “Tacones Cercanos”, la sección de literatura “Coordenadas Literarias” en el Listín Diario, realiza la corrección de estilo de la Revista HOLA e imparte talleres de escritura creativa en centros educativos, universidades, clubes de lectura, empresas y directivos y asesora en temas de Comunicación Efectiva para Ejecutivos.